# Necochea (Buenos Aires)
Necochea is een plaats in het Argentijnse bestuurlijke gebied Necochea in de provincie Buenos Aires. De plaats telt 65.459 inwoners.

## Geboren
- Eduardo Esteban Martínez (1961), volleyballer en beachvolleyballer